# 中东铁路中央电话局旧址
中东铁路中央电话局旧址是黑龙江省哈尔滨市的一座历史建筑，位于南岗区银行街31号。

## 历史
中东铁路中央电话局建于1906-1907年，在南岗区银行街31号。是哈尔滨最早的城市电话局，1933年改为满洲电信电话株式会社哈尔滨管理局。该建筑为哥特古堡式。1945年以后，用作哈尔滨铁路中心医院。现为哈医大四院。2007年9月30日，成为哈尔滨市文物保护单位。哈尔滨市一类保护建筑。